# Alectrias markevichi
Alectrias markevichi és una espècie de peix de la família dels estiquèids i de l'ordre dels cipriniformes que es troba al mar del Japó: la badia de Pere el Gran.